# Mademoiselle Ogin
Pour plus de détails, voir Fiche technique et Distribution.
Mademoiselle Ogin (お吟さま, Ogin-sama) est un film japonais réalisé par Kinuyo Tanaka et sorti en 1962. Il s'agit de l'adaptation d'un roman de Tōkō Kon. 

## Synopsis
Ce film dépeint l'histoire d'amour contrariée entre Gin, la fille de Sen no Rikyū, et Ukon Takayama, un seigneur en butte à la persécution des chrétiens décrétée par Hideyoshi Toyotomi.

## Fiche technique
- Titre : Mademoiselle Ogin
- Titre original : お吟さま (Ogin-sama?)
- Réalisation : Kinuyo Tanaka
- Scénario : Masashige Narusawa, d'après un roman de Tōkō Kon
- Photographie : Yoshio Miyajima
- Montage : Hisashi Sagara
- Direction artistique : Junpei Ōsumi
- Musique : Hikaru Hayashi
- Production : Hisako Nagashima, Sennosuke Tsukimori et Shigeru Wakatsuki
- Société de production : Ninjin Club
- Société de distribution : Shōchiku
- Pays de production :  Japon
- Langue originale : Japonais
- Format : couleur (Eastmancolor) — 2,35:1 — 35 mm — son mono
- Genre : drame
- Durée : 102 minutes (métrage : sept bobines — 2 271 m[2])
- Dates de sortie :
  - Japon : 3 juin 1962[2]
  - France : 16 février 2022[3]

## Distribution
- Ineko Arima : Ogin-sama
- Tatsuya Nakadai : Ukon Takayama
- Ganjirō Nakamura : Sen no Rikyū
- Mieko Takamine : Riki
- Osamu Takizawa : Hideyoshi Toyotomi
- Kōji Nanbara : Mitsunari Ishida
- Manami Fuji : Uno
- Masakazu Tamura : le jeune frère de Ogin
- Yumeji Tsukioka : Yodo Gimi
- Hisaya Itō : Sōan Mozuyo
- Chishū Ryū : Nanbō Sōkei

## Autour du film
Mademoiselle Ogin, le 6e et dernier film réalisé par Kinuyo Tanaka, est produit par une société de production indépendante, le Ninjin Club, fondée par les actrices Keiko Kishi, Yoshiko Kuga et Ineko Arima, qui vise à garantir la liberté de travail des acteurs face aux contraintes des grands studios.